# 二見伸明
二見 伸明（ふたみ のぶあき、1935年（昭和10年）2月10日 - ）は、日本の政治家。
運輸大臣（第68代）、衆議院議員（8期）、公明党副委員長を歴任。

## 概要
東京都台東区出身。埼玉県立浦和高等学校卒業、早稲田大学大学院修了。政治団体霞見會代表。日本戦略研究フォーラム政策提言委員。創価学会出身の公明党副委員長で、1994年の羽田内閣で運輸大臣を務めた後、新進党結党に参加して小沢一郎に接近し、小沢の自由党（後の民主党）に留まった。

## 来歴
公明新聞政治部長・第1編成局長を経て、1969年12月の衆院選に公明党公認で茨城3区から出馬し当選。いわゆる落下傘候補であった。以後衆院議員を計8期務め、1970年から1993年まで中央執行委員。この間、政策審議副会長（1971年～1977年）・国会対策副委員長（1977年～1980年）・文化局長（1984年～1998年）・政策審議会長（1990年～1993年）を歴任。1993年に石田幸四郎の下で党副委員長に就任。
1994年4月羽田内閣の発足で運輸大臣に就任も2ヶ月後に内閣総辞職で退任。12月に公明新党を経て新進党結成に参加し、1997年11月の新進党党首選では小沢一郎を支持し再選させた。12月に新進党が解党すると、旧公明党出身ながら権藤恒夫らと共に小沢支持を鮮明にして、小沢と距離を置いていた市川雄一・神崎武法らのグループを牽制。二見らは翌1998年1月に小沢や中西啓介・藤井裕久らが中心となって結成した自由党に参加し、二見は総務委員長に就任した。同年11月には公明党が再結成されるも権藤・東祥三らと共に自由党に残留した。
1999年1月に自自連立政権の発足で自由党は与党になるも、このことから出身母体の創価学会は二見と距離を置くようになる。10月には公明党も与党入りして自自公連立政権が発足、2000年1月には党常任幹事に就任するが、同年4月に自由党が連立離脱を表明し二見もそれに従うと創価学会から破門・絶縁状態になる。同年6月の衆院選では茨城6区から立候補するも落選し、民由合併後に行われた2003年11月の衆院選でも民主党公認で立候補したが落選。政界を引退した。
2012年4月の小沢一郎の違法献金疑惑における裁判では、判決当日に小沢の支援者らと共に東京地方裁判所前に姿を見せた。80歳に達する2010年代は政治批評を精力的に行っており、原子力発電所推進や集団的自衛権行使容認を推進する安倍自公政権を批判し、集会に参加したり講演を行っている。選挙では生活の党と山本太郎となかまたちを支援しつつ、一方で地方選では日本共産党候補の応援演説を行ったりしている。

## 人物
高校の同級生に俳優の愛川欽也がいる。引退後は居住地の地方紙に自身と暮らす柴犬に関するエッセイを執筆したことがある。

## 政策・行動
いわゆる中道リベラルのハト派であり、「平和の党」を自認していた1980年代頃までの公明党の思想・政策に近い。一方で「PKOなど国連の平和維持活動に参加出来る」との考えを持っていた。
官房機密費流用問題では「加藤紘一官房長官（当時）から背広をもらった」と公言し、実際に日本共産党が公表したリストの中に名前があった。
選択的夫婦別姓制度導入に賛成する。同制度に関する最高裁判決について、「『家』にしがみつきたい自民党に配慮した判決」と批判する。
「最近共産党を応援しているようだけど、共産党の暴力革命をどう思う」と問われ「暴力革命というなら1万、2万の革命軍がいて訓練しなければならない。それがない。暴力革命も一党独裁も共産党は綱領で真っ向から否定している。そういうデマはやめなさい」と返したこともある。
出身が公明党出身のためか、自由党参加後も「自分で人を集められない人」との評価で、他の政治家から応援要請もなく、それが孤立した要因と言われている。同党で公明党出身の権藤恒夫、東祥三からも距離を置かれていた。